# Nakajima G5N
El Nakajima G5N Shinzan (深山"Montaña de profundidad") fue un Bombardero pesado cuatrimotor de largo alcance diseñado y construido por la compañía Nakajima para la Armada Imperial Japonesa . La designación de la marina fue "Bombardero de ataque experimental 13-Shi"; el nombre-código para los Aliados fue "Liz". Fue el primer cuatrimotor basado en tierra que voló para la Armada japonesa y el primer avión construido en Japón que utilizó un tren de aterrizaje triciclo retráctil. 

## Diseño y desarrollo
El origen del Nakajima G5N Shinzan partió del interés de la Armada Imperial Japonesa en desarrollar (Especificación 13-Shi) un bombardero de ataque de largo alcance capaz de transportar pesadas cargas de bombas o torpedos a una distancia mínima de 5.600 km (3.000 nmi) . Para cumplir con este requisito, se hizo evidente que sería necesario un diseño de cuatro motores. Como los fabricantes aeronáuticos japoneses carecían de experiencia en la construcción de aviones tan grandes y complejos, la Armada Imperial se vio obligada a buscar un modelo adecuado fabricado en el extranjero sobre el cual basar el nuevo diseño. Se decidió por el cuatrimotor norteamericano Douglas DC-4E . A finales de 1939, el único prototipo DC-4E, previamente rechazado por las compañías aéreas estadounidenses por demasiado complejo y poco económico, fue comprado por la Mitsui Trading Company oficialmente para uso de la aerolínea Dai Nippon Kōkū K.K. . Douglas envió el avión desmontado por vía marítima, lo volvió a ensamblar en Japón y lo entregó. Después de algunos vuelos, los japoneses informaron que el avión se había estrellado. En realidad, fue entregado clandestinamente a la firma Nakajima para su desmantelamiento e inspección.
El diseño que surgió mediante ingeniería inversa de este estudio fue para un monoplano de ala baja de construcción totalmente metálica excepto las superficies de control cubiertas de tela y propulsado por cuatro motores radiales Nakajima NK7A Mamoru 11 refrigerados por aire de 1.871 hp que impulsan hélices cuatripalas. Se incluyeron una larga bahía de bombas ventral, morro acristalado y doble deriva que reemplazaba el distintivo triple timón del DC-4E. Se retuvo el tren de aterrizaje triciclo retráctil del DC-4E , así como la forma original del ala y la disposición del motor. El armamento defensivo consistía de dos cañones automáticos Tipo 99 Modelo 1 de 20 mm (en una torreta dorsal motorizada y en una caudal), además de cuatro ametralladoras Tipo 92 de 7,7 mm de uso manual en las posiciones de proa, ventral y laterales.
El primer prototipo G5N1 realizó su primer vuelo el 8 de abril de 1941. Sin embargo, el rendimiento general resultó decepcionantemente pobre, debido a una combinación de peso excesivo, la poca fiabilidad de los motores Mamoru y la complejidad del diseño. Solo se completaron tres prototipos más. En un intento por salvar el proyecto, fueron seguidos por dos G5N2 adicionales propulsados con motores Mitsubishi MK4B 12 Kasei de 1.530 hp. Aunque los motores Mitsubishi eran más confiables que los Mamoru 11 originales, el avión ahora tenía una potencia aún menor. Finalmente, dos G5N1 y los dos G5N2 fueron convertidos en Transportes Modelo 12 Shinzan-Kai (o Nakajima G5N2-L).

## Variantes

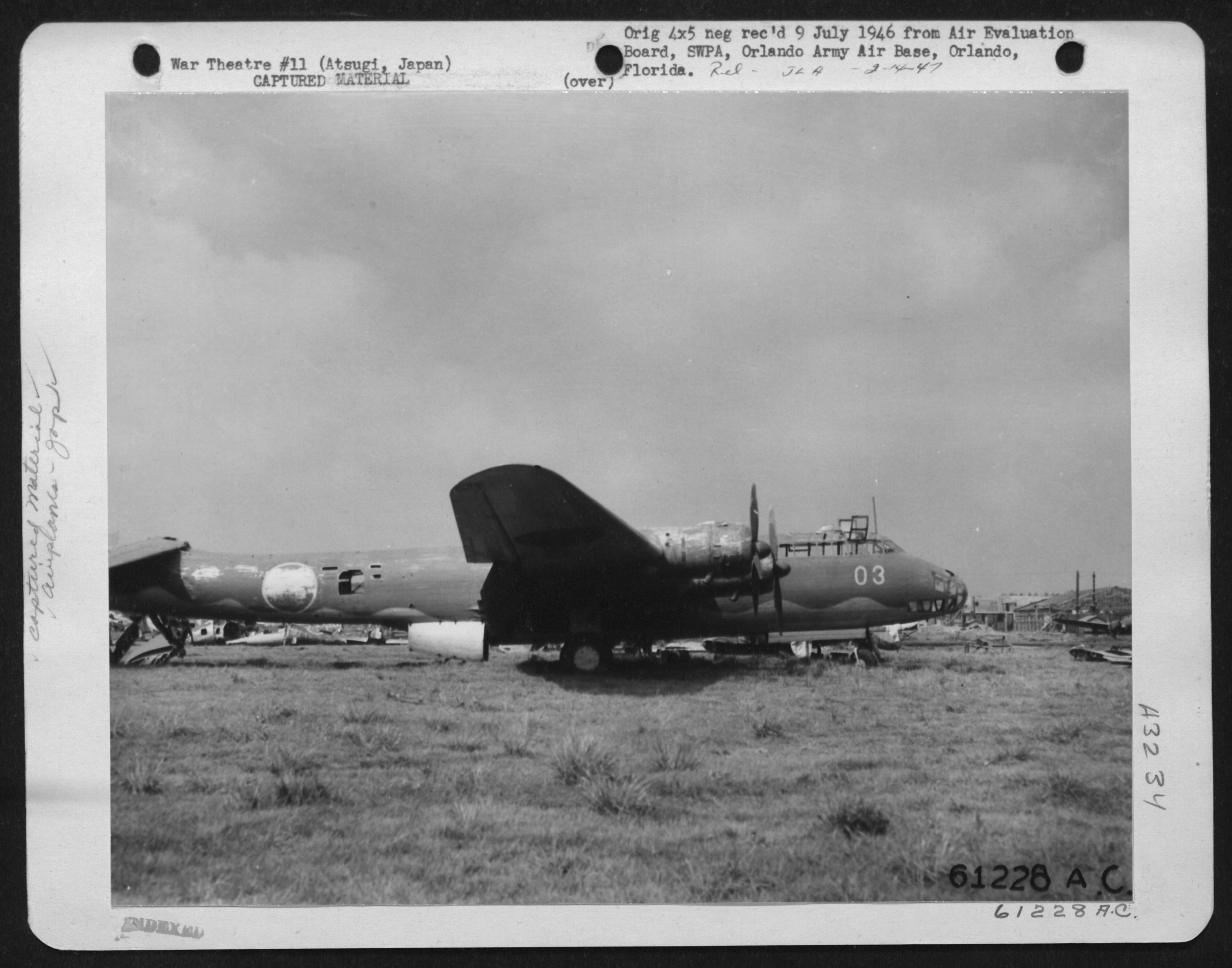
Nakajima G5N

G5N1 Bombardero de Ataque Terrestre Experimental Tipo 13 "Shinzan" (13 試 陸上 攻 撃 機 深山13-Shi Rikujō Kōgekiki "Shinzan")
Prototipo inicial. Bombardero-torpedero pesado cuatrimotor; cuatro motores radiales Mitsubishi MK4B Kasei 12 (1.530 hp). Hélices tripalas; dos construidos.
G5N2 Prueba de producción  "Shinzan Kai" (試製 深山 改Shisei "Shinzan Kai")
Prototipo suplementario. Hélices de cuatro palas, cuatro motores radiales Nakajima NK7A Mamoru 11 (1.870 hp); cuatro construidos. Todos los G5N2 fueron reconstruidos a G5N2-L en 1943.
G5N2-L "Shinzan Kai" (深山 改 輸送 機"Sinzan Kai" Yusōki)
Conversión a transporte naval de largo alcance. Todos los G5N2-L se desplegaron en la 1021a Kōkutai, base aérea de Atsugi .
Nakajima Ki-68
Propuesta de versión prototipo de bombardero del Ejército del G5N1. Se planificaron motores Mitsubishi Ha-101, Ha-104, Ha-107, Nakajima Ha-39 o Ha-103; Descontinuado en 1941.
Kawasaki Ki-85
Versión propuesta para bombardero del Ejército del G5N1. Cuatro motores Mitsubishi Ha-111M. La maqueta a gran escala se construyó en 1942; se suspendió su desarrollo en mayo de 1943.

## Operadores
Servicio Aéreo de la Armada Imperial Japonesa
- 1021 Kōkutai

## Especificaciones técnicas (G5N2)
Referencia datos: R. J. Francillon: Japanese Aircraft of the Pacific War

### Características generales
- Tripulación: 10 (G5N1/2) \ 7 (G5N2-L)
- Carga: 4.000 kg (G5N2-L)
- Longitud: 31,02 m
- Envergadura: 42,14 m
- Altura: 8,80 m
- Superficie alar: 201,8 m²
- Peso vacío: 20.100 kg
- Peso cargado: 28.150 kg
- Peso máximo al despegue: 32.000 kg
- Planta motriz:  radial 14 cilindros en dos hileras refrigerado por aire Nakajima NK7A Mamoru 11.
  - Potencia: 1.395 kW (1.871 hp) cada uno.
- Hélices: Sumitomo / Hamilton velocidad constante cuatripala

### Rendimiento
- Velocidad nunca excedida (Vne): 420 km/h (230 kn)
- Velocidad crucero (Vc): 278 km/h (150 kn)
- Alcance: 4.260 km (2.650 mi, 2.300 nmi)
- Techo de vuelo: 7.450 m (24.440 pies)

### Armamento
- Ametralladoras: 4× Tipo 92 de 7,7 mm (puestos proa, laterales y ventral)

- Cañones: 2× Tipo 99 Modelo 1 de 20 mm (torretas dorsal y caudal)
- Bombas: 4.000 kg (máximo)

## Desarrollo relacionado
- Douglas DC-4E

## Aeronaves con función, configuración y época comparables
- Avro Lancaster
- Boeing B-17 Flying Fortress
- Consolidated B-24 Liberator
- Handley Page Halifax
- Junkers Ju 89
- Nakajima G8N
- Petliakov Pe-8
- Piaggio P.108
- Short Stirling